# Бюргерс, Пит
Питер Хендрик (Пит) Бюргерс (нидерл. Pieter Hendrik "Piet" Burgers; 25 декабря 1932, Амстердам — 29 июня 2015, Зандам) — нидерландский футболист, игравший на позиции нападающего, впоследствии тренер. Выступал за амстердамский «Аякс» и клуб «’т Гой» из Хилверсюма.

## Ранние годы
Пит Бюргерс родился 25 декабря 1932 года в Амстердаме в семье торговца Бернардуса Якобуса Бюргерса и его жены Хендрики ван Влит. Он был четвёртым ребёнком в семье из десяти детей. У него было четверо братьев и пять сестёр.

## Спортивная карьера
В мае 1945 года Пит стал членом футбольного клуба ДВВ, который находился на севере Амстердама. По его словам, он не мог начать играть в команде раньше из-за Второй мировой войны. В шестнадцать лет Бюргерс попал в юношескую сборную Амстердама, участвовал в различных турнирах. На четвёртом союзном турнире в Хемстеде, в котором также участвовали сборные Утрехта, Харлема и Лейдена, Пит стал лучшим бомбардиром турнира с пятью голами, а его команда выиграла турнир. В составе победителей были Питерс Графланд, Хармс, Элзер и Грейзенхаут.
В первой команде ДВВ нападающий дебютировал в 1951 году, а спустя два года перешёл в «Аякс». 

«Мы тренировались три раза в неделю под руководством австрийца Карла Хуменбергера. Сначала я играл за второй и третий состав, который периодически обменивался игроками, даже за выступлением третьего состава на стадионе «Аякса» всегда наблюдало много зрителей, а поэтому я был в центре внимания и в хорошей игре забивал два гола». 
Оригинальный текст (нид.)Wij trainden 3 keer in de week onder leiding van Karl Humenberger de Oostenrijker. In het begin werd ik in het 2 e en 3e elftal opgesteld dat wisselde nog wel eens, maar als het 3e elftal thuis speelde dan speelde ze altijd voor het Ajax stadion dan speelde je altijd met een hoop publiek, en toen heb ik mij in de kijker gespeeld ik heb toen een goede wedstrijd gespeeld en 2 doelpunten gescoord.

Во вторник вечером, 16 марта 1954 года, после тренировки к Питу обратился тренер Ари Кней и сказал, что он заявлен в состав на воскресную игру чемпионата. В возрасте двадцати одного года Бюргерс дебютировал в первой команде «Аякса». Первый матч в чемпионате провёл 21 марта 1954 года против клуба «Стормвогелс». Встреча завершилась вничью — 2:2. В дебютном сезоне Пит принял участие в двух матчах чемпионата и отметился одним голом.
В следующем сезоне он стал лучшим бомбардиром своей команды, забив 17 голов в 21 матче. В последний раз в составе «Аякса» он выходил на поле 25 апреля 1956 года в гостевом матче с клубом ДОС.
В июле 1956 года Пит был выставлен на трансфер и вскоре стал игроком клуба «’т Гой» из Хилверсюма. За его переход «жёлто-чёрные» заплатили 3 тысячи гульденов. Бюргерс выступал за клуб в течение пяти лет. В сезоне 1958/59 его команда выиграла второй дивизион, а сам нападающий с 30 голами стал лучшим снайпером чемпионата.
Позже Бюргерс стал тренером, тренировал только любительские команды: СТО’70, «Ромбаут», «Спартан», РАП и АСВА. 

## Личная жизнь
Пит был женат на Ваутерине Христине (Рине) Виссер, уроженке Амстердама. У них родились двое детей: сын Петер и дочь Марион Дезире.
Позже они развелись и Бюргерс женился во второй раз.
29 июня 2015 года Пит умер в возрасте 82 лет. Церемония кремации состоялась 3 июля в Амстердаме.